# Bentiu
Bentiu hay Bantiu là thủ phủ bang Unity của Nam Sudan.

## Lịch sử
Trong cuộc xung đột ở Nam Sudan bắt đầu vào tháng 12 năm 2013, chính phủ quốc gia đã mất quyền kiểm soát Bentiu vào tay một chỉ huy trung thành với Riek Machar, mặc dù Machar bác bỏ điều này. Bạo lực trong khu vực tiếp tục diễn ra, vào ngày 17 tháng 1 năm 2014, một quan chức Liên Hợp Quốc nói rằng thành phố đã "đơn giản là không tồn tại nữa", và "nó đã bị thiêu rụi hoàn toàn". Đến tháng 4 năm 2014, hàng trăm thường dân Bentiu đã bị thảm sát bởi lực lượng quân sự do Machar lãnh đạo.

## Địa lý
Bentiu nằm ở phía bắc Nam Sudan, gần biên giới quốc tế với Cộng hòa Sudan. Nó nằm cách thủ đô Juba khoảng 654 km. Bentiu nằm trên bờ nam của sông Bahr el Ghazal, ngăn cách nó với thị trấn Rubkona ở bờ bên kia. Hai đô thị được nối với nhau bởi cầu El Salaam. Cây cầu này, cùng với một khu chợ, đã bị máy bay ném bom MiG-29 của Sudan ném bom và làm hư hại một phần vào ngày 23 tháng 4 năm 2012 trong cuộc khủng hoảng Heglig. Ít nhất ba người đã thiệt mạng trong cuộc đột kích này.

## Kinh tế
Bang Unity là nơi có một số mỏ dầu lớn ở Nam Sudan. Mỏ dầu Heglig, ở phía bắc Bentiu, nằm giữa biên giới Sudan và Nam Sudan. Đường ống dẫn dầu sông Nin bắt đầu từ mỏ dầu Unity và kéo dài về phía bắc, đến nhà máy lọc dầu tại Port Sudan trên Biển Đỏ. Một mỏ khác nằm gần thị trấn Tarjath, cách Bentiu 60 km về phía nam.
Ngân hàng Thương mại Kenya duy trì một chi nhánh tại thành phố Bentiu.

## Cơ sở hạ tầng

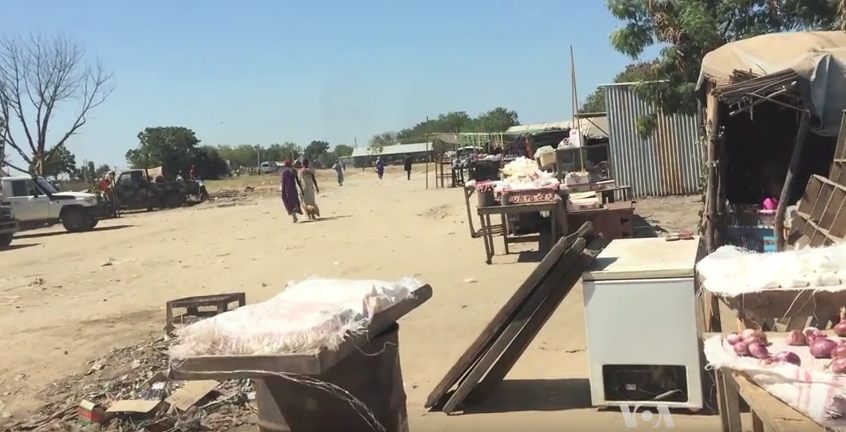
Một con đường ở Bentiu

Sau Nội chiến Sudan lần thứ hai, cơ sở hạ tầng trong và xung quanh Bentiu đang được xây dựng lại. Các dự án này bao gồm:
- Sân bay Bentiu - nằm ngay phía bắc Rubkona, đối diện với Bentiu trên sông Bahr el Ghazal
- Bệnh viện dân sự Bentiu - do Tập đoàn Dầu khí Quốc gia Trung Quốc tài trợ và xây dựng
- Sông Bahr el Ghazal - được cải tạo để cho phép sà lan qua lại tự do
- Chợ mới Rubkona - nguồn cung cấp nông sản tươi sống cho cả hai đô thị
- Nhà máy xử lý nước thải Bentiu - được cải tạo và nâng cấp vào tháng 5 năm 2016.[10]

## Giáo dục
Bentiu là nơi có kế hoạch xây dựng Đại học Tây Thượng Nin, với mục đích phát triển hệ thống giáo dục đại học ở bang Unity. Thành phố có ba trường tiểu học và hai trường trung học. Các trường này đã dạy bằng tiếng Ả Rập trước năm 2005; đến năm 2011 chuyển sang sử dụng tiếng Anh.